# Russell Allen
Russell Allen (Long Beach, 19 luglio 1971) è un cantante statunitense frontman dei Symphony X e degli Adrenaline Mob.

## Biografia
Prima di iniziare la sua carriera musicale, Russell è stato un giostrante al Medieval Times Dinner Theatre.
Viene presentato alla band Symphony X dall'ex cantante Rod Tyler, dopodiché diviene subito il frontman del gruppo e, dal 1995 al 2015, pubblica con loro otto album in studio e un album dal vivo.
Il suo primo album solista, Atomic Soul, viene pubblicato nel 25 aprile 2005. Oltre a ricoprire il ruolo di cantante, nei concerti con gli Atomic Soul suona anche il basso.
Nell'ambiente è anche conosciuto con l'appellativo di "Sir Russell Allen", ed è accreditato come tale negli album di Arjen Lucassen Star One; pare che il soprannome sia nato a causa di una battuta che Arjen ha fatto riguardo al precedente lavoro di Allen come giostrante.
Nell'estate del 2005 è in tour con i Symphony X nel Gigantour di Dave Mustaine assieme a band come Dream Theater, Megadeth e Nevermore.
Nello stesso anno partecipa al progetto rock melodico Allen / Lande; il disco “The Battle” , pubblicato dalla Frontiers Records, vede il cantante dividersi la scena con il co-protagonista Jørn Lande (ex Masterplan). Il successo è tale che verranno pubblicati altri 3 album con lo stesso monicker: “The Revenge”, “The Showdown” e “The Great Divide”. I primi 3 dischi sono scritti dal chitarrista e polistrumentista Magnus Karlsson (Primal Fear) mentre l'ultimo è composto da Timo Tolkki (ex-Stratovarius).
Nel 2010 partecipa al doppio disco degli Avantasia di Tobias Sammet, The Wicked Symphony e Angel of Babylon.
Oltre ad essere il cantante dei Symphony X, è attualmente il frontman degli Adrenaline Mob, una band heavy metal fondata nel 2011 assieme al chitarrista Mike Orlando e il batterista Mike Portnoy (Dream Theater).
Nel novembre 2013, Allen partecipa al tour invernale della Trans-Siberian Orchestra e si esibisce successivamente con il gruppo al Wacken Open Air 2015. È anche presente nel loro album in studio del 2015 Letters From the Labyrinth.
Nel 2014 viene annunciato un nuovo progetto intitolato Level 10, che vede Allen con il bassista Mat Sinner e altri membri della band tedesca Primal Fear. La data di uscita e il nome dell'album vengono annunciati nel novembre 2013: Chapter One, viene pubblicato il 23 gennaio 2015 in Europa e il 27 gennaio 2014 in Nord America tramite Frontiers Music srl.
Nel 2015, Allen registra le parti vocali per un nuovo progetto dell'ex chitarrista dei Night Ranger, Joel Hoekstra,  chiamato Joel Hoekstra's 13; l'album, intitolato Dying to Live, viene pubblicato il 16 ottobre e vede Russell dividere il microfono con il collega Jeff Scott Soto (ex Yngwie Malmsteen).
Nel 2020, Russell Allen partecipa con l'ex cantante dei Nightwish, Anette Olzon, ad un nuovo progetto rock melodico dal nome Allen / Olzon. Worlds Apart, il disco di debutto, esce il 6 marzo 2020.

## Stile canoro

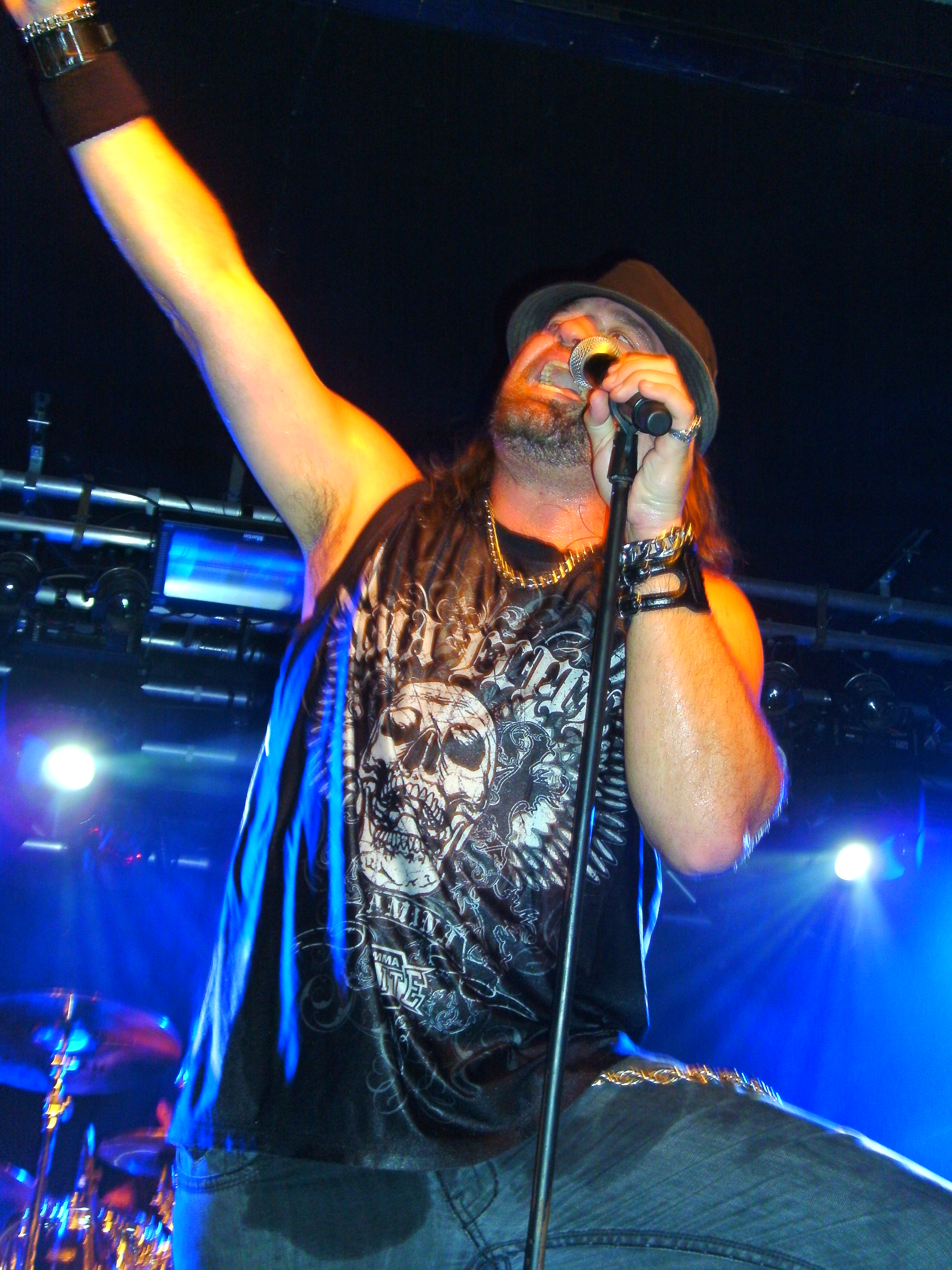
Russell Allen dal vivo con gli Adrenaline Mob

Il polistrumentista, cantante e compositore Arjen Lucassen dichiara quanto segue riguardo a Russell Allen:
```
   "Russell ha una voce molto potente e versatile, e per di più è un grande musicista e interprete. É stato uno dei pochi cantanti con cui non avevo bisogno di essere presente durante la registrazione, ma quando al telefono mi ha fatto ascoltare le parti che aveva cantato, i miei occhi si sono riempiti di lacrime. Russell pensava che stessi scherzando, ma mi sono davvero commosso! Al momento Russell è uno dei migliori cantanti al mondo. E lo ha dimostrato durante il tour di Star One.
```

Allen ha lavorato con Lucassen in varie occasioni: originariamente ha cantato la canzone "Dawn of a Million Souls" nell'album del 2000 di Ayreon Universal Migrator Part 2: Flight of the Migrator, e nel 2002 è diventato uno dei vocalist principali per il progetto Star One di Lucassen.
Allen ha dichiarato in un'intervista che "Ronnie James Dio è sicuramente in cima alla mia lista di influenze" e ha anche menzionato Bruce Dickinson degli Iron Maiden e l'ex cantante dei Free and Bad Company, Paul Rodgers, come maggiori riferimenti.

## Discografia

### Solista
- 2005 - Russell Allen's Atomic Soul

### Allen/Lande
- 2005 - The Battle
- 2007 - The Revenge
- 2010 - The Showdown
- 2014 - The Great Divide

### Symphony X
- 1995 - The Damnation Game
- 1997 - The Divine Wings of Tragedy
- 1998 - Twilight in Olympus
- 2000 - V - The New Mythology Suite
- 2001 - Live on the Edge of Forever
- 2002 - The Odyssey
- 2007 - Paradise Lost
- 2011 - Iconoclast
- 2015 - Underworld

### Ayreon
- 2000 - Universal Migrator Part 2: Flight of the Migrator
- 2017 - The Source

### Avantasia
- 2010 - Angel of Babylon
- 2010 - The Wicked Symphony

### Adrenaline Mob
- 2011 - Adrenaline Mob (EP)
- 2012 - Omertà
- 2013 - Covertà
- 2014 - Men of Honor
- 2015 - Dearly Departed (EP)
- 2017 - We The People

### Star One
- 2002 - Space Metal
- 2003 - Live on Earth
- 2010 - Victims of the Modern Age
- 2022 - Revel in Time

### Allen/Olzon
- 2020 - Worlds Apart
- 2022 - Army of Dreamers